# Венерьё
Венерьё (фр. Vénérieu) — коммуна во Франции, находится в регионе Рона — Альпы. Департамент коммуны — Изер. Входит в состав кантона Кремьё. Округ коммуны — Ла-Тур-дю-Пен.
Код INSEE коммуны — 38532. Население коммуны на 1999 год составляло 382 человека. Населённый пункт находится на высоте от 217  до 420  метров над уровнем моря. Муниципалитет расположен на расстоянии около 420 км юго-восточнее Парижа, 36 км восточнее Лиона, 65 км северо-западнее Гренобля. Мэр коммуны — M. Bernard Odet, мандат действует на протяжении 2001—2008 гг.
Динамика населения (INSEE):